# الخط الزمني للمسيحية

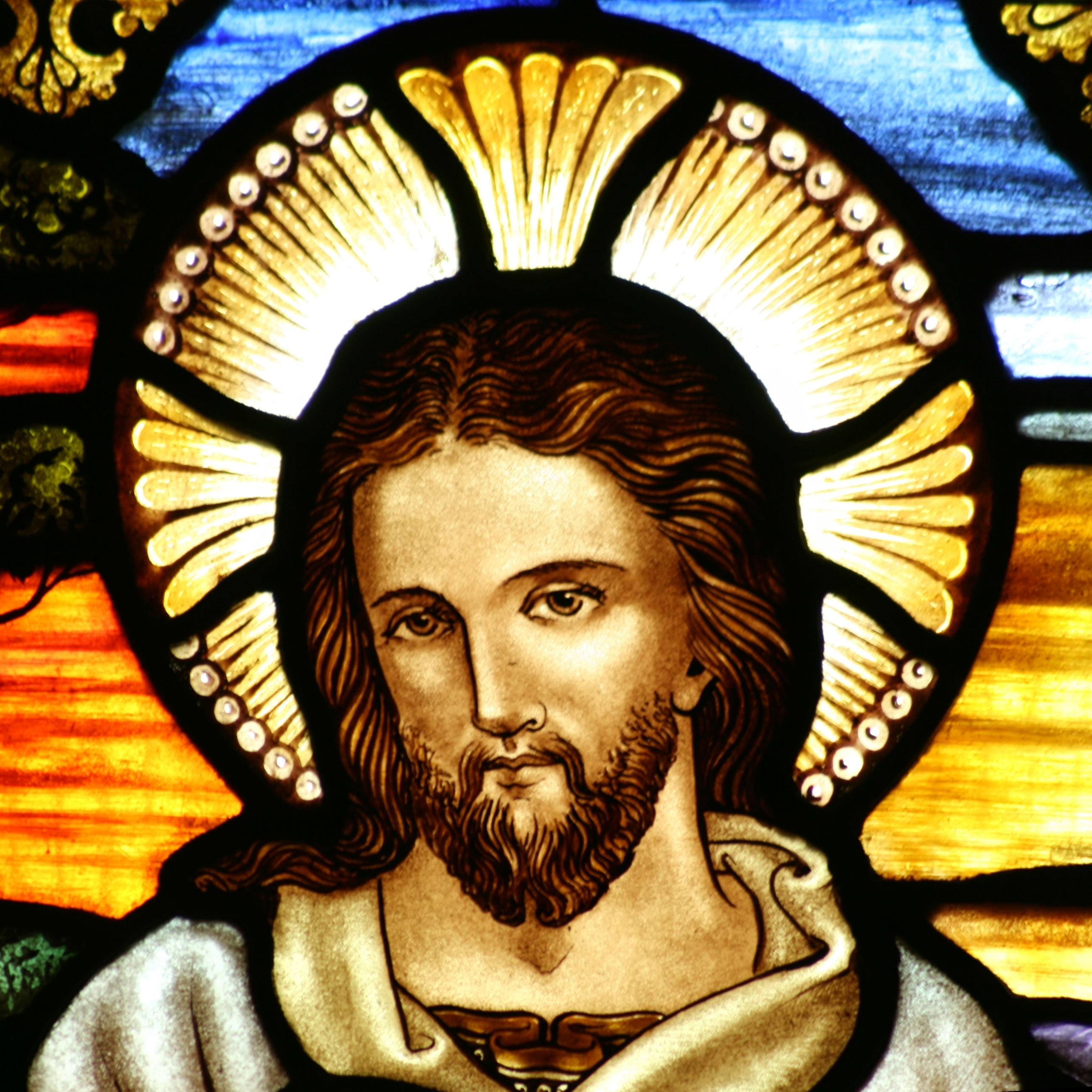

هدف هذا الترتيب الزمني هو إعطاء تفاصيل دقيقة عن المسيحية منذ بدءها وإلى الوقت الحاضر. علامات الاستفهام على التواريخ تدل على تواريخ تقريبية. إن كنت تبحث عن ترتيب زمني للعهد القديم، أنظر تأريخ مملكتي إسرائيل ويهوذا.

## وصلات خارجية
- OrthodoxWiki: Timeline of Church History (from the Orthodox POV)
- St. Ignatius Church: Timeline (from the Orthodox POV)
- Catholic Encyclopedia: Jerusalem (Before A.D. 71)
- Missions time line - Important events, locations, people and movements in World Evangelism